# ロックマン クラシックス コレクション
『ロックマン クラシックス コレクション』（Rockman Classics Collection）は、ロックマンシリーズの『ロックマン』から『ロックマン6』までを収録したオムニバスソフト。

## 概要
北米では、2015年8月25日にPlayStation 4、Xbox One、Steam版のダウンロード販売が開始された。後に欧米では2016年2月23日にPlayStation 4、Xbox One版のパッケージ版の販売、ニンテンドー3DS版のパッケージとダウンロード販売が開始された。
日本ではニンテンドー3DS版は2016年2月25日にパッケージ版として発売された。ロックマンのamiiboに対応しており、読み込むとチャレンジモードで3DS版限定のステージが11種類開放される。PlayStation 4版、Xbox One版、PC版は新要素を追加し2016年5月26日からダウンロード販売された。
2018年5月24日には、Nintendo Switch版『ロックマン クラシックス コレクション 1+2』が発売された（ダウンロード版『ロックマン クラシックス コレクション』と『ロックマン クラシックス コレクション2』は単体販売のみ）。Switch版には新たに、「プレイ中に巻き戻しをして、巻き戻した場面から再開できる」リマインド機能が追加された。また、3DS版と同様に「ミュージアム」の資料が追加されている他、amiiboに対応し、読み込むとチャレンジモードでスイッチ版限定のステージが11種類開放される。
イメージイラストは日暮竜二。

## 収録タイトル
全ての作品で国内版と海外版が収録されており、オプションで切替可能。
各作品に1つずつ、いつでも中断することができる中断セーブが可能なほか、「CPUスピード」の設定が可能（ターボは可能な限り処理落ちを軽減したもの、オリジナルはファミリーコンピュータ版と同様の処理落ちと挙動を再現したもの）
- ロックマン
- ロックマン2 Dr.ワイリーの謎
- ロックマン3 Dr.ワイリーの最期!?
- ロックマン4 新たなる野望!!
- ロックマン5 ブルースの罠!?
- ロックマン6 史上最大の戦い!!

## ゲームモード
ファミリーコンピュータ版の完全移植版の6作品の他、高難度の「チャレンジモード」と各種イラストや開発資料（3DS版とSwitch版には、ファミリーコンピュータ版の当時の資料も収録）を収録した「ミュージアムモード」と各作品の曲を聞くことができる「サウンド」が収録される。